# Dododhara
Dododhara (nep. दोदोधरा) – gaun wikas samiti w zachodniej części Nepalu w strefie Seti w dystrykcie Kailali. Według nepalskiego spisu powszechnego z 2001 roku liczył on 2178 gospodarstw domowych i 14599 mieszkańców (7298 kobiet i 7301 mężczyzn).